# منتخب أوغندا تحت 20 سنة لكرة القدم
منتخب أوغندا تحت 20 سنة لكرة القدم هو ممثل أوغندا الرسمي في المنافسات الدولية في كرة القدم في فئة كرة قدم تحت 20 سنة للرجال
، يديريه اتحاد أوغندا لكرة القدم.